# Israel Aerospace Industries
Pour les articles homonymes, voir IAI.
Israel Aerospace Industries (en hébreu : התעשייה האווירית לישראל ha-ta'asiya ha-awrit le-yisra'el ou IAI) est une entreprise de construction aéronautique israélienne. Fondée en 1948, dans la clandestinité, IAI est aujourd’hui la principale firme aéronautique de l'État hébreu. Employant aujourd'hui près de 15 000 personnes, IAI est une entreprise détenue majoritairement par l'État d'Israël.
IAI conçoit, développe et construit principalement des avions d'affaires, des drones, des systèmes de défense et de la technologie militaire comme spatiale. La grande majorité de ses équipements est destinée à l'armée israélienne tandis qu'une partie est vendue à des forces armées étrangères.
Israel Aerospace Industries se classait en 2023 au 29e rang mondial pour la production d'armement.

## Historique
En 1948, alors attaqué par cinq pays arabes, le nouvel État d’Israël cherche à s’équiper d’une aéronautique militaire.
Grâce à un juif Américain, Al Schwimmer ancien mécanicien naviguant à la TWA, Israël reçut 12 Curtiss C-46 Commando, 1 Lockheed Constellation et 3 Boeing B-17. Al Schwimmer ayant émigré en Israël sur la demande de David Ben Gourion, crée également la société Intercontinental Airways qui jeta les bases de l’industrie aéronautique israélienne.
Peu après la liquidation de cette société en 1952, naissait à Tel-Aviv début 1953 la Bedek Aviation, dont Schwimmer fut le premier dirigeant. Le pays étant en conflit armé avec les pays arabes voisins, elle travaillait en étroite collaboration avec l'Armée de l'air israélienne.
Bedek Aviation était un « fournisseur de services et matériels pour tous usages » situé dans un hangar dans la plaine côtière du centre du pays. Avec l'aide du premier Premier ministre d'Israël, David Ben Gourion, et de Shimon Peres alors Directeur Général du ministère de la Défense, il posa les fondations de l'industrie aéronautique israélienne.
À l'origine la Bedek Aviation s'occupait de l'entretien des Constellations de la compagnie nationale israélienne El-Al, de la révision des Curtiss C-46 et B-17 de l'Armée de l'Air israélienne.
Depuis les années 1950, IAI a développé des capacités de modification, de modernisation et d'amélioration d'avions et d'hélicoptères tant civils que militaires ainsi que de moteurs et de systèmes électroniques. Entre autres, Bedek procédait aux révisions des Gloster Meteor, des SO-4050 Vautour, des Dassault Mystère et Ouragan, ainsi qu'à la maintenance des réacteurs Rolls-Royce Derwent et Snecma Atar.
En 1957, Bedek négocie la licence de production à la firme Potez du Fouga Magister qui prit la désignation Tzukit. 80 exemplaires sont alors construits. Avec ce programme, IAI acquit l'expérience pour lancer son premier avion, l'Arava.
La compagnie se lança également dans l'étude d'un avion d'affaires et d'un missile multi-missions. En 1967, la firme changea de nom et devint Israel Aircraft Industries.
Le 2 juillet 2020, le G42 a annoncé la signature d'un protocole d'accord avec 2 groupes de défense israéliens - Rafael et Israel Aerospace Industries - pour rechercher et développer des méthodes de lutte contre la pandémie de COVID-19.

## La croissance
En 1967, à la suite de la guerre des Six jours, la France (qui était à l'époque le premier fournisseur d'avions pour Israël) mit un embargo sur les armes à destination de ce pays. Le gouvernement israélien demanda à IAI le développement d'un chasseur local destiné à remplacer les Mirage III. Ce fut le début des programmes Nesher et Kfir.
En 1968, la compagnie employait 4 000 salariés, pour atteindre 14 000 en 1970.
Cette même année, IAI acquit la licence de production du Aero Commander 1121 Jet Commander, qui après amélioration devient le 1123 Westwind.
En 1980, IAI lança le développement du Lavi, grâce à un financement américain. Deux prototypes furent construits avant l'arrêt du programme, dû à la pression du gouvernement américain.
IAI créa également une division Marine qui construit des vedettes de patrouilles Dvora et Super Dvora.
Le 6 novembre 2006, IAI devient Israel Aerospace Industries reflétant plus précisément le champ d'activité actuel de l'entreprise.
Le groupe actuel produit également des drones et des systèmes spatiaux : satellite d'observation Ofek, satellite de communications AMOS (en) et le lanceur Shavit.
Les systèmes actuellement mis en œuvre par l'armée de l'air sont, entre autres, les General Dynamics F-16, McDonnell Douglas F-15, le Yasour 2000, les Sikorsky CH-53, les patrouilleurs Dvora, les missiles mer-mer Gabriel et l'avion d'alerte avancée Phalcon. IAI développe actuellement un missile anti-missile Arrow contre les missiles à courte et moyenne portée.
IAI est actuellement le plus gros employeur d'Israël (environ 40 000 personnes).

## Principaux produits

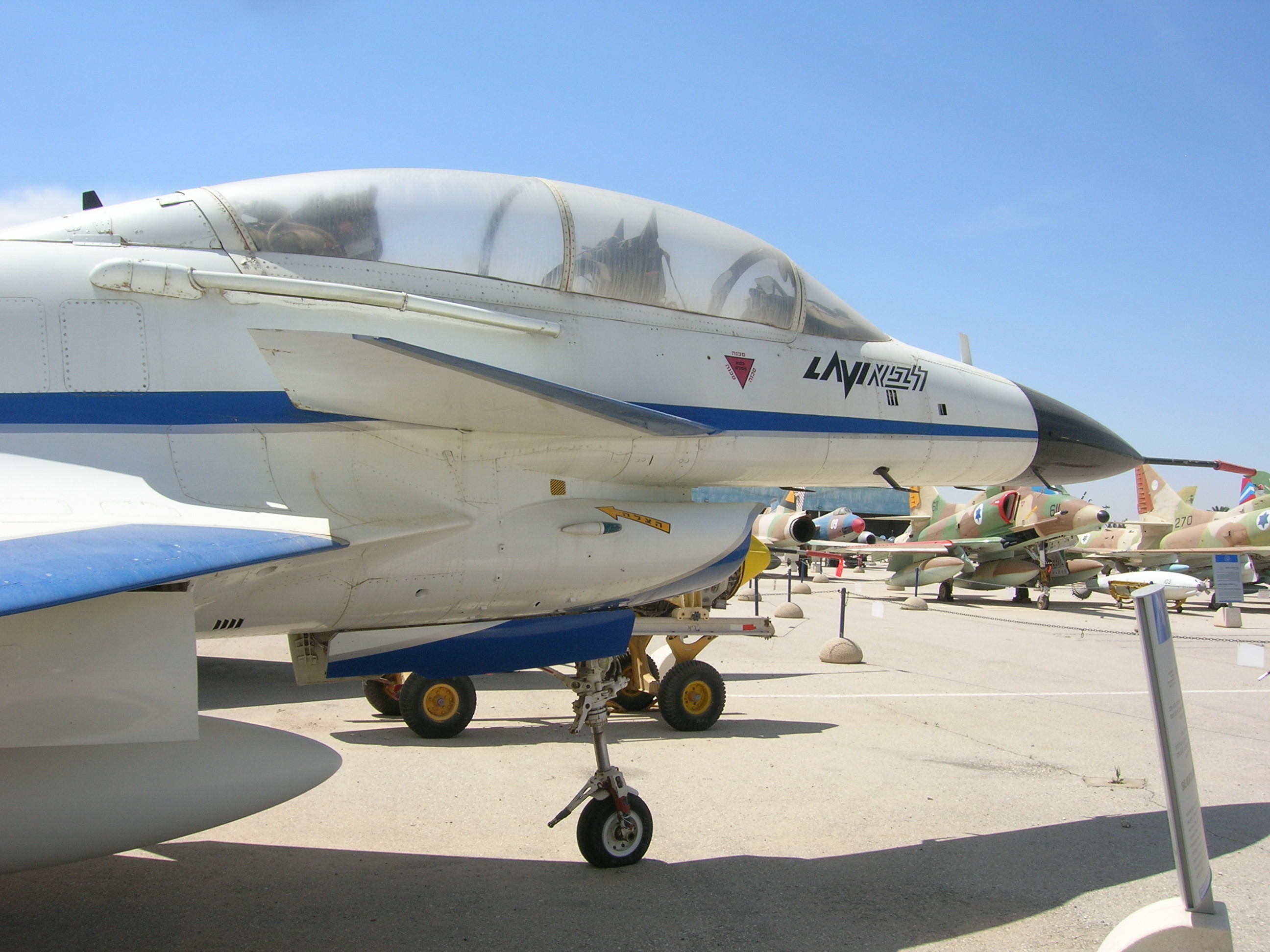
Lavi

### Avions civils
- Arava
- Westwind
- Astra (Gulfstream G100)
- Galaxy (Gulfstream G200)

### Avions militaires
- Arava
- Kfir
- Kurnas 2000
- Lavi
- Nesher
- Tzukit
- Phalcon

### Drones

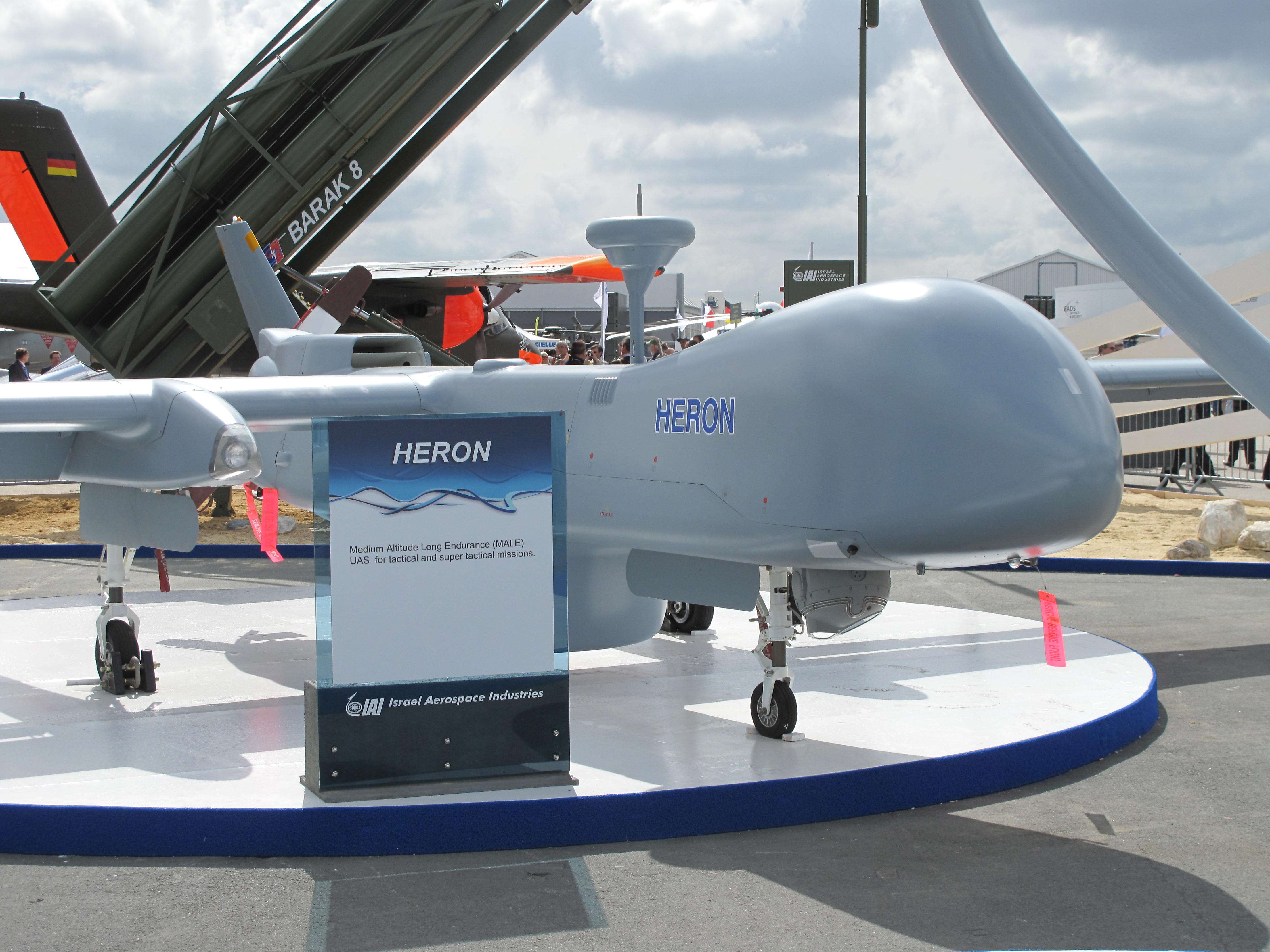
Drone IAI Heron au Salon du Bourget en 2009.

- Eitan
- Harfang
- Harop
- Harpy
- Heron
- Hunter
- Pioneer
- Panther (en)
- Scout
- Searcher

### Missiles
- Gabriel
- Barak
- Arrow
- Nimrod

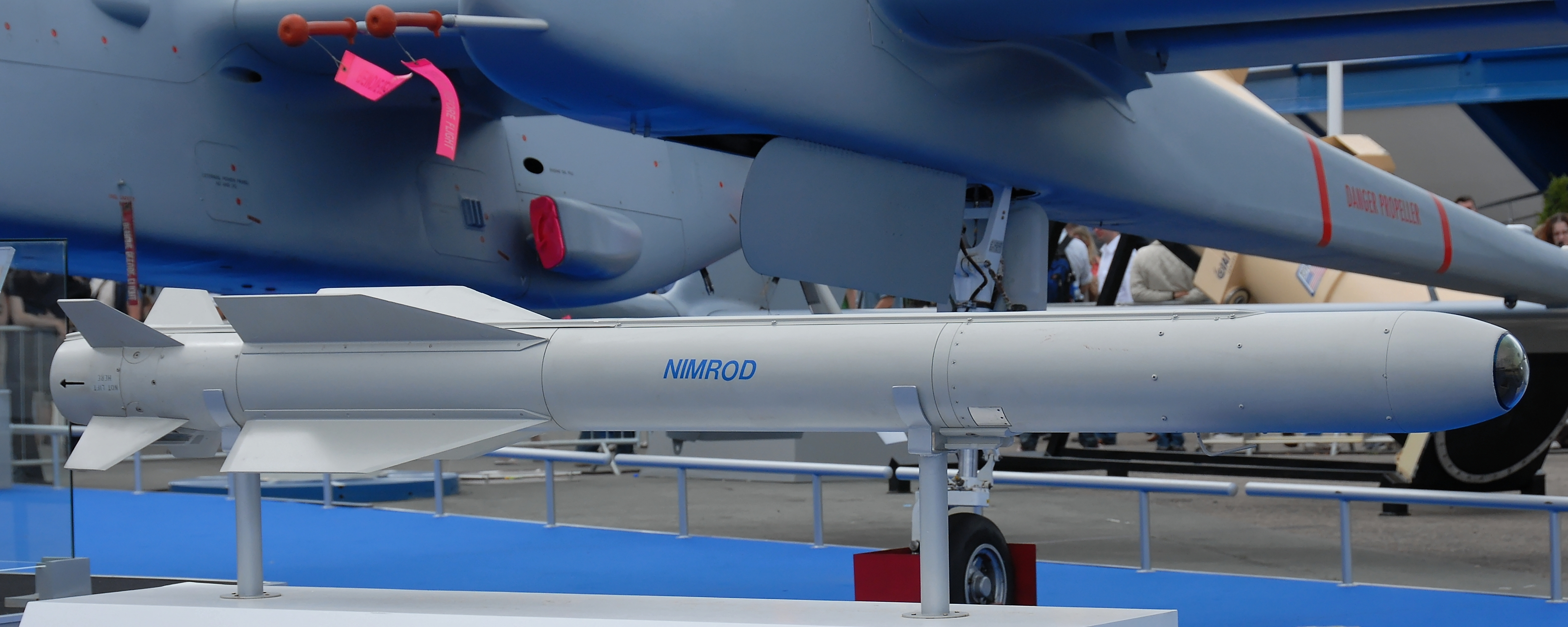
Le Nimrod, missile antichar à guidage laser-semi actif au Salon du Bourget en 2007.

- LAHAT, version d'exportation du Nimrod pour le marché latino-américain

### Domaine spatial
- AMOS (en) (satellite)
- Eros (satellite)
- Ofek (satellite) dont 2 satellites radar TecSAR
- Shavit (lanceur)

### Navires

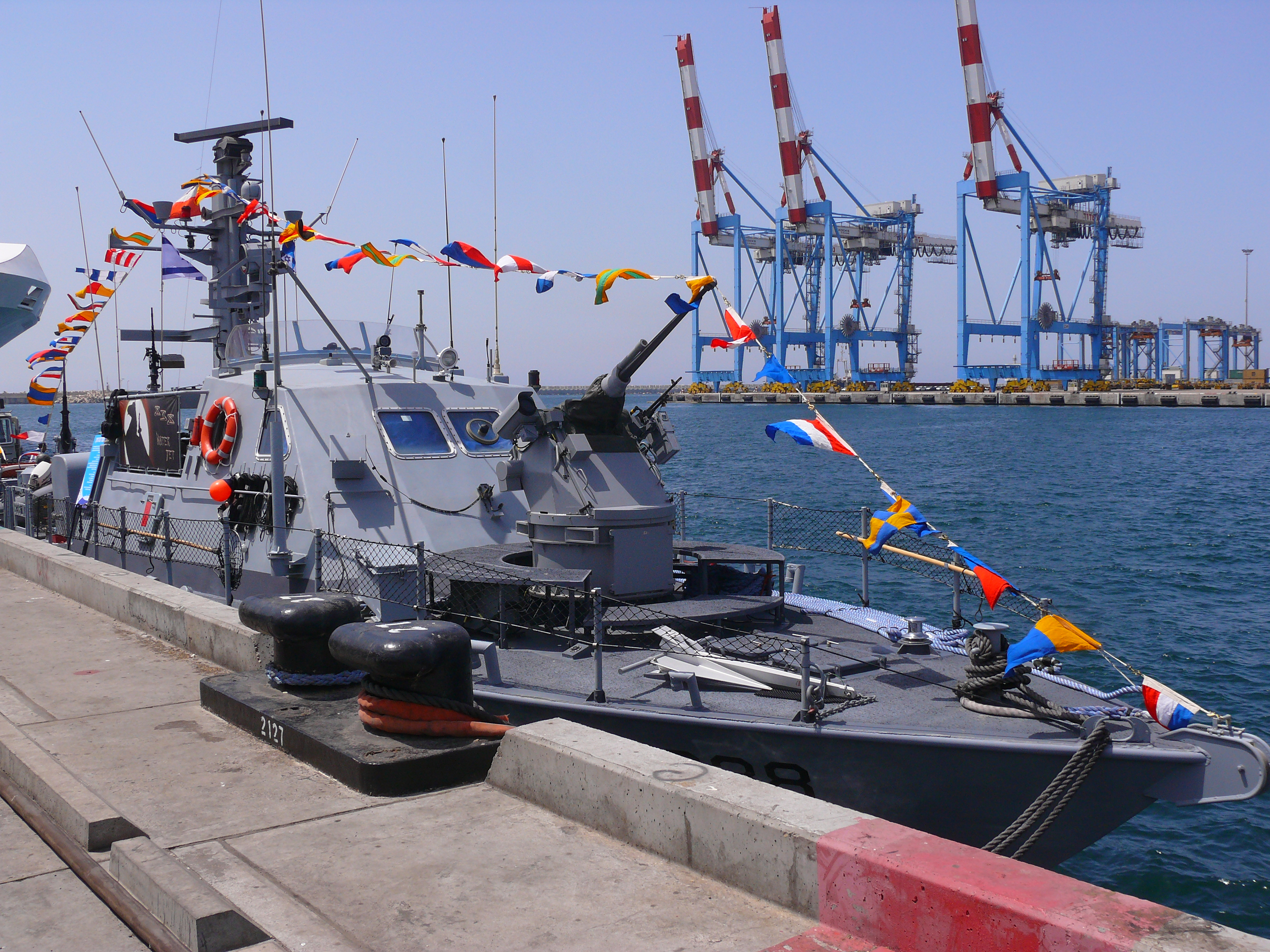
Super Dvora Mk III

- Classe Dvora
- Classe Super Dvora Mk II
- Classe Super Dvora Mk III

### Source
- Mach 1, l'encyclopédie de l'aviation, édition Atlas